# 시이나 킷페이
시이나 킷페이(椎名 桔平, 1964년 7월 14일 ~)는 미에현에서 태어난 일본의 배우, 영화 제작자이다. 2003년 같은 배우인 야마모토 미라이와 결혼했다. 영화 제작자로 활동할 때는 본명인 이와키 마사요시(岩城 正剛)를 사용한다.

## 출연

### 영화
- 쥬바쿠 (1999년)
- 냉정과 열정 사이 (2001년)
- 화장사 (2002년)
- 환생 (2006년) - 마츠무라 역
- 사쿠란 (2007년)
- 언페어 the movie (2007년)
- 아웃레이지 (2010년)
- 연애희곡 ~나와 사랑에 빠져주세요.~ (2010년)
- 연합 함대 사령장관 야마모토 이소로쿠 (2011년)
- 와일드7 (2011년)
- 극장판 SPEC: 천 (2012년)
- 암살교실: 졸업편 (2016년)
- 64 파트 1 (2016년)
- 아웃사이더 (2018년) - 오로치 역
- 사랑 없는 숲 (2019년)

### 드라마
- 오버타임 (1999년)
- 안티크~서양골동양과자점~ (2001년)
- 성형미인 (2002년)
- 기묘한 이야기 (2005년)
- 학생제군 (2007년)
- 톱 세일즈 (2008년)
- 제니게바 (2009년)
- SPEC: 경시청 공안부 공안 제5과 미상 사건 특별 대책계 사건부 (2010년)
- 수수께끼 풀이는 저녁식사 후에 (2011년)